# Powiat Taka
Powiat Taka (jap. 多可郡 Taka-gun) – powiat w Japonii, w prefekturze Hyōgo. W 2024 roku liczył 18 037 mieszkańców.

## Miejscowości
- Taka